# ابراهیم واحدیان بروجنی
ابراهیم واحدیان بروجنی (۱۳۱۴–۲۶ اسفند ۱۳۹۴) در یک خانواده بهایی در اصفهان متولد شد. از دوران نوجوانی کار و تحصیل را در موازای هم انجام می‌داد. سه سال مدیریت و ترمیم سازماندهی دبیرستان خامنه ای پور، و تدریس در دبیرستان‌های تهران را با تحصیل در رشتهٔ فیزیک در دانشگاه تهران ادامه داد. از سال ۱۳۳۶ تا ۱۳۵۱ در دانشکده فنی دانشگاه تهران تدریس کرد. در این دوره نیز موفق به دریافت مدرک فوق لیسانس در رشتهٔ انرژی اتمی از دانمارک، و دکترای فیزیک در فرانسه شد. در سال ۱۳۵۱، واحدیان مجبور به ترک دانشکده فنی شد. و به صورت حق‌التدریسی در دانشکده علم صنعت، پلی تکنیک، و دانشگاه ملّی، مشغول به کار بود تا در سال ۱۳۵۳ به‌طور رسمی به استخدام دانشکده علم و صنعت درآمد و بعد از یک سال، به‌عنوان مدیر گروه فیزیک انتخاب شد. او تا زمان اخراج از دانشگاه در ماه‌های بعد از پیروزی انقلاب اسلامی، در این سمت باقی ماند. ابراهیم واحدیان در تأسیس و تدریس داوطلبانه در مؤسسه آموزش عالی بهائیان ایران (BIHE)، نقش داشت. کتاب هائی که به انتخاب و ترجمه او تهیه شدند در دانشگاه‌های ایران در رشته‌های مهندسی عمران، مکانیک، هوا و فضا، متالورژی و صنایع تدریس می‌شوند. این کتاب‌ها بعد از اخراج واحدیان غالباً ده‌ها بار تجدید چاپ شده‌اند. آخرین تجدید چاپ بعضی از آن‌ها سال ۱۳۹۹ است. واحدیان به خاطر ترجمه کتاب‌های پرفروش «استاتیک»، «دینامیک» و «مقاومت مصالح» نوشته پی یِر و جانسون، در جامعه علمی ایران شناخته شد. او همچنین برای اولین بار به ترجمه کتاب‌های «استاتیک» و «دینامیک» اثر مریام که از منابع درسی دانشگاه‌های معتبر غربی است، اقدام کرد. ترجمهٔ «ماشین‌های راه‌سازی و مواد برای ساخت راه»، اثر نانالی، یکی دیگر از کتاب‌های مهم دانشگاهی است که واحدیان ترجمه و نشر آن را در سال ۱۳۸۳ انجام داد. کتاب «دینامیک» چند سال بعد از اخراج دکتر واحدیان به عنوان کتاب سال مهندسی در ایران برگزیده شد. دو سال بعد، کتاب دیگری از واحدیان به نام «راهنمای مقاومت مصالح» به‌عنوان کتاب سال جمهوری اسلامی معرفی شد.

## زندگی نامه
ابراهیم واحدیان بروجنی در سال ۱۳۱۴ در یک خانواده بهایی در اصفهان متولد شد. او تحصیلات ابتدایی را در این شهر گذراند. واحدیان پس از پایان کلاس هشتم و گرفتن مدرک سیکل، با نصیحت عمویش که به او گفت اگر می‌خواهی شب‌ها راحت بخوابی و خدا از تو راضی باشد معلم شو، برای ادامه تحصیل راهی دانشسرای مقدماتی تربیت معلم شد. دانشسرای مقدماتی، دانش‌آموزان دارای مدرک سیکل را می‌پذیرفت و دوره‌اش دو سال بود. واژه سیکل در قدیم، نام عامیانه و غیررسمی برای اشاره به پایان دوره متوسطه اول بود. دوره متوسطه اول شامل کلاس هفتم و هشتم و نهم بود. مدرک سیکل در رتبه پایین‌تر از مدرک دیپلم که شامل کلاس دهم، یازدهم و دوازدهم است قرار دارد. ابراهیم واحدیان به آموزگاری در دوره‌های ابتدائی و متوسطه قانع نبود و علاقه داشت تا در دانشگاه ادامه تحصیل بدهد، ولی برای ورود به دانشگاه، پایان کلاس دوازدهم یا داشتن مدرک دیپلم لازم بود. پس تصمیم گرفت این مشکل را هرطور شده رفع کند و به دانشگاه وارد شود. واحدیان در شهریور ماه سالی که از دانشسرا فارغ‌التحصیل شد، کلاس یازدهم را امتحان داد. سپس او را برای معلمی به کاشان فرستادند. او در کاشان، هم‌زمان با درس دادن، به درس خواندن هم مشغول بود و توانست کلاس دوازدهم را در زمان کوتاهی به پایان برساند و دیپلم خود را بگیرد. پس از اخذ دیپلم، دیگر برای او مانعی برای ورود به دانشگاه وجود نداشت. واحدیان در رشته فیزیک دانشگاه تهران ثبت نام کرد و به تحصیل در دانشگاه وارد شد.

### تحصیل و کار
پس از اخذ لیسانس، ابراهیم واحدیان از طرف اداره فرهنگ به‌عنوان مدیر دبیرستان «خامنه‌ای‌پور» در تهران نو منصوب شد. واحدیان سه سال از صبح تا غروب در دبیرستان مشغول به کار بود. از اقدامات واحدیان در دبیرستان خامنه‌ای‌پور اضافه کردن کلاس به دبیرستان بود. در ابتدای ورود واحدیان، دبیرستان دارای سه کلاس و با تعداد زیادی دانش‌آموز بود که این موجب شلوغی کلاس‌ها و نداشتن بازدهی لازم شده بود. با تلاش و مدیریت وی سه کلاس جدید به کلاس‌های دبیرستان افزوده شد. این اقدام سبب ارتقا تحصیلی دانش‌آموزان و نظم بیشتر دبیرستان شد. کم‌کم دبیرستان خامنه‌ای‌پور در تهران نو، با مدیریت ابراهیم واحدیان شهرتی بهم زد. این شهرت موجب شده بود تا والدین بیشتری فرزندان خود را در این دبیرستان ثبت نام کنند و از تعداد دانش‌آموزان دبیرستان‌های اطراف کاسته شود. موفقیت واحدیان در مدیریت دبیرستان، آغاز دسیسه چینی و مشکل‌تراشی بود. تا آن‌که سرانجام، خبر بهایی بودن واحدیان به اداره فرهنگ رسید و فرهنگ طی حکمی او را به این دلیل که فرد بهایی نمی‌تواند مدیر دبیرستان باشد، از دبیرستان خامنه‌ای‌پور به یکی از دبیرستان‌های تهران منتقل کرد.

### کار در دانشکدهٔ فنی
واحدیان یک سال در دبیرستان‌های تهران تدریس کرد. در آن زمان، دانشکده فنی تهران دو نفر را برای تدریس، یکی برای رشته فیزیک و یکی برای ریاضی می‌خواست. واحدیان یکی از داوطلبان دبیری بود. او پس از امتحان و مصاحبه برای دبیری فیزیک انتخاب شد. با آن‌که در ابتدا وزارت فرهنگ به دلیل احتیاج مخالف انتقال او به دانشگاه بود، ولی سرانجام موافقت نمود. ابراهیم واحدیان از سال ۱۳۳۶ تا ۱۳۵۱ در دانشکده فنی دانشگاه تهران تدریس کرد.

#### بورس‌های تحصیلی در دانمارک و فرانسه
در سال ۱۳۴۲، ابراهیم واحدیان با بورسیه برای تحصیل در رشته انرژی اتمی به دانمارک رفت. او دو سال در دانشگاه دانمارک مشغول تحصیل و مطالعه بود. دانشگاه دانمارک به او پیشنهاد داد که در دانمارک بماند و به تحقیقات و مطالعاتش ادامه دهد، ولی به‌دلیل مخالفت دکتر ریاضی، رئیس وقت دانشکده فنی، واحدیان با اخذ مدرک فوق‌لیسانس به ایران بازگشت. واحدیان پس از بازگشت از دانمارک شروع به آموختن زبان فرانسه کرد و با گرفتن بورسیه از آن کشور راهی آنجا شد. او پس از اخذ مدرک دکترای فیزیک در فرانسه، به ایران بازگشت. همکاران وی در دانشکده فنی مخالف حضور او در کادر علمی دانشکده بودند. آن‌ها او را به عنوان دبیر فیزیک می‌شناختند و نمی‌خواستند رتبه علمی جدید او را بپذیرند، پس در سال ۱۳۵۱، ابراهیم واحدیان مجبور به ترک دانشکده فنی شد.

#### دورهٔ بعد از دانشکده فنی
ابراهیم واحدیان دو سال در دانشکده علم صنعت، پلی تکنیک، و دانشگاه ملی به صورت حق‌التدریسی مشغول کار بود تا آن‌که در سال ۱۳۵۳ به‌طور رسمی به استخدام دانشکده علم و صنعت درآمد و بعد از یک سال، به‌عنوان مدیر گروه فیزیک انتخاب شد. او تا زمان اخراج از دانشگاه در ماه‌های بعد از پیروزی انقلاب اسلامی، در این سمت خدمت کرد.

## انقلاب فرهنگی ایران
ابراهیم واحدیان پیش از انقلاب فرهنگی و اخراج عمومی استادان و دانشجویان بهایی، از دانشگاه علم و صنعت اخراج شد. ماجرا از این قرار بود که از همان ماه اول بعد از پیروزی انقلاب، گروه‌های خودسر در دانشگاه‌ها شروع به آزار و اذیت استادان غیر مسلمان کردند. در دانشگاه علم و صنعت افراد مسلح یکی از استادان دانشگاه به نام «نهورائی» را که یهودی بود، سر میز غذا ربودند. بعد از این واقعه، آزار و اذیت یک استاد خانم بهایی شروع شد و از آمدن او به دانشگاه جلوگیری کردند. سرپرست دانشگاه از واحدیان خواست که چند روزی به دانشگاه نرود تا وضعیت آرام شود. پس از چند روز غیبت، وقتی به دانشگاه برگشت با حکم بازنشستگی روبه‌رو شد. سرپرست دانشگاه به او گفت که می‌خواستند شما را بدون حقوق اخراج کنند، ولی من ترتیبی دادم تا بازنشسته شوید. مدتی بعد، روزی واحدیان و چند نفر از همکاران به یک رستوران می‌روند. فردی به نام «مجیدی» همراه این جمع بود. او در فرانسه درس خوانده و بعد از برگشتن به ایران، تقاضای کار در دانشگاه را داده بود. پیش از انقلاب، واحدیان که عضو هیئت گزینش بود این فرد را استخدام کرده بود. اما آن روز در رستوران، مجیدی شروع به توهین و مسخره کردن اعتقادات مذهبی واحدیان کرد. ابراهیم واحدیان به او گفت که این حرف‌ها را آدم‌های بی‌سواد می‌زنند و در اسلام بر آدم جاهل حرجی نیست، اما تو که درس خوانده هستی باید حداقل شعوری داشته باشی تا حرفی را بدون مطالعه نزنی. سپس کتابی را که فردی در فرانسه راجع به دین بهایی نوشته، به این فرد می‌دهد تا مطالعه کند. مجیدی یک کپی از کتاب می‌گیرد و اصل آن را پس می‌دهد. مجیدی کپی را به مدیریت دانشگاه می‌دهد و ادعا می‌کند که واحدیان طبق این سند، در دانشگاه تبلیغ می‌کند. دانشگاه هم بدون توجه به دانش و تجربه واحدیان، او را طی حکمی به دلیل «عضویت در فرقه ضاله»، از خدمت دولتی منفصل می‌سازد.
در آن زمان، اخراج افراد از مشاغل دولتی را پاکسازی می‌گفتند. حکم پاکسازی شامل بازنشسته‌ها هم می‌شد و در نتیجه، بازنشستگی ابراهیم واحدیان هم مشمول این قانون شد و از بین رفت.

### ایجاد مؤسسهٔ آموزش عالی بهائیان ایران
انقلاب فرهنگی ایران، آغازگر محرومیت چهل ساله جوانان بهایی از تحصیلات عالی بود. جوانان بهایی حاضر نبودند تا در فرم ثبت نام کنکور در برابر گزینهٔ دین تقیه کنند و نام دین دیگری را به دروغ بنویسند. پس از چند سال جامعه بهایی ایران تصمیم گرفت تا به جای پذیرش و تسلیم در برابر محرومیت آن دانشجویان، راهی برای ادامه تحصیل جوانان بهایی پیدا کند. «مؤسسه آموزش عالی بهائیان ایران (BIHE)»، محصول فرایند مشورتی با استادان اخراجی بهایی از جمله ابراهیم واحدیان بود. این مؤسسه در ابتدا به شکل مکاتبه‌ای کار می‌کرد و کلاس‌هایش در خانه‌های بهائیان تشکیل می‌شد. واحدیان به دلیل نبودن فرد واجد شرایط، سال‌ها تدریس دروس مختلف را در این مؤسسه آموزشی به‌عهده داشت. او همچنین بیش از یک دهه در شورای عالی تصمیم‌گیری این مؤسسه فعالیت کرد.

### آثار علمی و دانشگاهی
اخراج از دانشگاه و تنگناهای اقتصادی، سبب شد ابراهیم واحدیان به انتخاب و ترجمه کتب مورد نیاز دانشگاهی روی بیاورد. از مهم‌ترین خدمات علمی او پس از اخراج از دانشگاه، انتخاب و ترجمه چندین کتاب ارزشمند و ماندگار دانشگاهی بود. این کتب بیش از سه دهه است که از کتاب‌های اصلی رشته‌های مهندسی عمران، مکانیک، هوا و فضا، متالورژی و صنایع در دانشگاه‌های ایران هستند. این کتاب‌ها بعد از اخراج واحدیان غالباً ده‌ها بار تجدید چاپ شده‌اند. آخرین تجدید چاپ بعضی از آن‌ها سال ۱۳۹۹ است، بدون آن‌که اجازه و حق مترجم در نظر گرفته شود. واحدیان ابتدا به خاطر ترجمه کتاب‌های پرفروش «استاتیک»، «دینامیک» و «مقاومت مصالح» نوشته بی یر و جانسون، در جامعه علمی ایران شناخته شد. پس از مدتی، برای اولین بار اقدام به ترجمه کتاب‌های «استاتیک» و «دینامیک» اثر مریام که از منابع درسی دانشگاه‌های معتبر غربی است، کرد. کتاب «ماشین‌های راه‌سازی و مواد برای ساخت راه»، اثر نانالی، یکی دیگر از کتب مهم دانشگاهی است که واحدیان ترجمه و نشر آن را چندین سال بعد از اخراج از دانشگاه، به‌عنوان آخرین اثر خود در سال ۱۳۸۳ انجام داد. کتاب «دینامیک» چند سال بعد از اخراج ابراهیم واحدیان به عنوان کتاب سال مهندسی در ایران برگزیده شد. دو سال بعد، کتاب دیگری از واحدیان به نام «راهنمای مقاومت مصالح» به‌عنوان کتاب سال جمهوری اسلامی معرفی شد.
زندگی و فعالیت علمی ابراهیم واحدیان در ۲۶ اسفند ۱۳۹۴ به پایان رسید.